# 6 Heures de Donington
Les 6 Heures de Donington, anciennement les 1 000 kilomètres de Donington, sont une épreuve d'endurance réservée aux voitures de sport (ou Sport-prototypes) et voitures grand tourisme (GT), qui se tient sur le tracé du Donington Park à Castle Donington dans le centre de l'Angleterre. La course a compté pour le Championnat du monde des voitures de sport et les European Le Mans Series.

## Palmarès
| Année     | Pilotes                                                | Équipe                 | Voiture            | Distance/Durée | Championnat                                              |
| --------- | ------------------------------------------------------ | ---------------------- | ------------------ | -------------- | -------------------------------------------------------- |
| 1989      | Jean-Louis Schlesser Jochen Mass                       | Team Sauber Mercedes   | Sauber C9          | 300 miles      | Championnat du monde des voitures de sport               |
| 1990      | Jean-Louis Schlesser Mauro Baldi                       | Team Sauber Mercedes   | Mercedes-Benz C11  | 300 miles      | Championnat du monde des voitures de sport               |
| 1991      | Pas de course                                          | Pas de course          | Pas de course      | Pas de course  | Pas de course                                            |
| 1992      | Mauro Baldi Philippe Alliot                            | Peugeot Talbot Sport   | Peugeot 905 Evo 1B | 500 km         | Championnat du monde des voitures de sport               |
| 1993-1996 | Pas de courses                                         | Pas de courses         | Pas de courses     | Pas de courses | Pas de courses                                           |
| 1997      | Stefan Johansson Pierluigi Martini                     | Joest Racing           | TWR Porsche WSC-95 | 2 Heures       | Championnat FIA des voitures de sport                    |
| 1998      | Vincenzo Sospiri Emmanuel Collard                      | JB-Giesse Team Ferrari | Ferrari 333 SP     | 2 Heures 30    | Championnat FIA des voitures de sport RAC Tourist Trophy |
| 1999      | Jean-Marc Gounon Éric Bernard                          | DAMS                   | Lola B98/10-Judd   | 2 Heures 30    | Championnat FIA des voitures de sport RAC Tourist Trophy |
| 2000      | Christian Pescatori David Terrien                      | JB-Giesse Team Ferrari | Ferrari 333 SP     | 2 Heures 30    | Championnat FIA des voitures de sport                    |
| 2001      | Tom Kristensen Rinaldo Capello                         | Audi Sport Team Joest  | Audi R8            | 2 Heures 45    | European Le Mans Series                                  |
| 2001      | Ben Collins Werner Lupberger (en)                      | Team Ascari            | Ascari A410-Judd   | 2 Heures 30    | Championnat FIA des voitures de sport                    |
| 2002      | Pas de course                                          | Pas de course          | Pas de course      | Pas de course  | Pas de course                                            |
| 2003      | Jan Lammers John Bosch                                 | Racing for Holland     | Dome S101-Judd     | 2 Heures 30    | Championnat FIA des voitures de sport                    |
| 2004-2005 | Pas de courses                                         | Pas de courses         | Pas de courses     | Pas de courses | Pas de courses                                           |
| 2006      | Emmanuel Collard Jean-Christophe Boullion Didier André | Pescarolo Sport        | Pescarolo C60-Judd | 1000 km        | Le Mans Series                                           |
| 2007-2011 | Pas de courses                                         | Pas de courses         | Pas de courses     | Pas de courses | Pas de courses                                           |
| 2012      | Olivier Pla Dimitri Enjalbert Bertrand Baguette        | OAK Racing             | Morgan LMP2-Nissan | 6 Heures       | European Le Mans Series                                  |